# 东山梨郡
东山梨郡是日本山梨县辖下的一个郡，下辖1町1村，已于2005年11月1日与盐山市合并为甲州市，而废除郡建置。

## 郡域
1878年（明治十一年）時東山梨郡包括以下區域。
- 山梨市
- 甲州市大部分（勝沼町上岩崎、勝沼町下岩崎、勝沼町藤井、大和町日影、大和町田野、大和町木賊除外）
- 笛吹市部分（春日居町小松、春日居町国府、春日居町鎮目、春日居町山崎、春日居町松本以北）

## 相關項目
- 日本已不存在的郡列表
- 西山梨郡

| 前任者： 山梨郡 | 行政區變遷 1878年－2005年 | 繼任者： （撤銷） |